# Pivovar Jihlava
Pivovar Jihlava je známý pod názvem Ježek, sídlí v Jihlavě.

## Historie
První zmínka o jihlavském pivu se objevuje v listině Karla IV. ze dne 3. května 1348, ve které oznamuje jihlavskému rychtáři a celé obci, že zakazuje výrobu piva na vesnicích. Ve středověku bylo ve městě registrováno 123 právovárečných domů. Jejich počet se postupně snižoval, na počátku 19. století se stav ustálil na čtyřech malých pivovarech. Roku 1859 se jihlavské společenstvo sladovníků Iglauer Mälzerschaft rozhodlo zrušit tyto pivovary a malé domácí sladovny a vybudovat nový průmyslový závod.
Práce na výstavbě nového pivovaru začaly ještě téhož roku, slavnostně otevřen byl 4. dubna 1861. Jihlavský pivovar udává jako rok svého založení 1860, toho roku sice ještě nový provoz nefungoval, ale byla oficiálně založena společnost. Až do konce druhé světové války patřila většina podílu německým majitelům a po odsunu roku 1945 byla podniku přidělena národní správa. Po třech letech byl pivovar znárodněn a začleněn jako závod do národního podniku Horácké pivovary Jihlava, po reorganizaci roku 1960 do národního podniku Jihomoravské pivovary Brno. Zajímavostí z této doby je, že v prvních letech po výstavbě Horáckého zimního stadionu v sousedství pivovaru se užívalo pivovarských chladicích kompresorů k chlazení ledové plochy stadionu.
V roce 1990 byl vytvořen samostatný státní podnik a roku 1995 došlo k privatizaci. Jihlavský pivovar odkoupila společnost Brauerei Zwettl Karl Schwarz GmbH z dolnorakouského Zwettlu, provedla rozsáhlou modernizaci provozu, čímž ale vznikl značný dluh a také se podle mnohých konzumentů značně snížila kvalita a obliba jihlavského piva. Dluh ještě vzrostl o 10 milionů roku 1997, kdy musela být přebudována stáčírna na nový typ lahví.
V roce 1999 se pivovar dostal na pokraj bankrotu a hrozilo definitivní ukončení výroby. Situace dospěla tak daleko, že vedení společnosti žádalo Město Jihlavu o poskytnutí půjčky, tuto možnost ale městské zastupitelstvo zamítlo. Pivovar tedy uspořádal kampaň, ve které se obracel na obyvatele Jihlavska a vyzýval je, aby kupovali a pili jihlavské pivo a nenechali místní tradiční podnik padnout.
Pivovar toto období přečkal a později podíl ve společnosti koupil belgický Bockhold. Pivovar sice fungoval a krach již nehrozil, ale obliba piva oproti dřívějším dobám značně klesla. Z jihlavských hostinců Ježek až na několik výjimek zmizel.

## Současnost
Obrat v nepříznivé situaci nastal na konci roku 2008, kdy pivovar koupila česká společnost K Brewery Group. Pivo se začalo znovu vařit podle receptur z 80. let, dostalo výraznější hořkost, plnější chuť a tmavší barvu.[zdroj?] Pod reklamním heslem "Návrat k tradici" bylo zvoleno i nové logo, připomínající původní, které bylo užíváno od 70. do začátku 90. let. Staronový Ježek se znovu objevil ve většině jihlavských restauračních zařízení. Jen za první čtvrtletí roku 2009 pivovar v čase hospodářské krize zaznamenal nárůst výroby sudového piva téměř o 100% a lahvového o 50%.[zdroj?] Celkový výstav za rok 2009 činil 140 500 hl oproti 90 000 za rok 2008. Pivovar je generálním partnerem HC Dukla Jihlava.
 Dlouholetým sládkem byl Jaromír Kalina. Od 1.12.2014 je sládkem Richard Procházka 

## Vyráběná piva

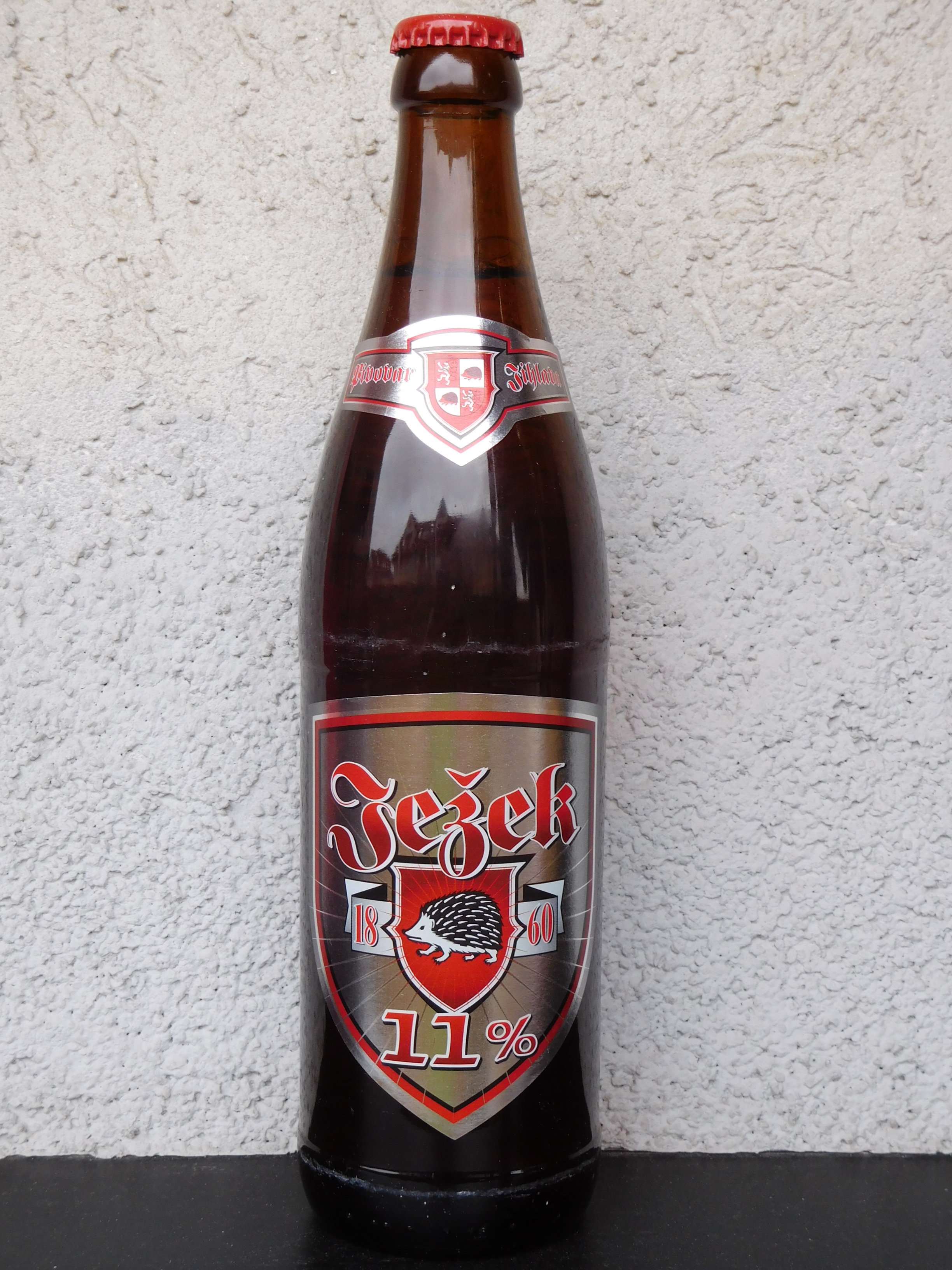
Ježek 11°

Pivovar Jihlava vyrábí světlá spodně kvašená piva plzeňského typu. Pivo je dodáváno v běžných pivních lahvích o objemu 0,5l a v sudech KEG o objemu 50l a 30l
- Ježek 10° Šenkovní (4,2% obj.) světlé výčepní pivo
- Ježek 11° (4,8% obj.) světlý ležák
- Ježek Dukla 12° (5,1% vol.) kvasnicový
- Ježek Kvasnicový(4,9% obj) nefiltrovaný kvasnicový ležák

## Zajímavosti
Veškeré pivní tácky pivovaru Jihlava